# William Barta
William Barta, nascido a 4 de janeiro de 1996 em Boise, é um ciclista profissional estadounidense que atualmente corre para a equipa CCC Team.

## Palmarés
Ainda não tem conseguido nenhuma vitória como profissional

## Resultados nas Grandes Voltas
| Carreira        | 2015 | 2016 | 2017 | 2018 | 2019 |
| --------------- | ---- | ---- | ---- | ---- | ---- |
| Giro d'Italia   | -    | -    | -    | -    | -    |
| Tour de France  | -    | -    | -    | -    | -    |
| Volta a Espanha | -    | -    | -    | -    |      |

-: não participa 

Ab.: abandono 